# Eucurtiopsis hiranoi
Eucurtiopsis hiranoi är en skalbaggsart som beskrevs av Yoshiaki Nishikawa 1995. Eucurtiopsis hiranoi ingår i släktet Eucurtiopsis och familjen stumpbaggar. Inga underarter finns listade i Catalogue of Life.